# Ken Houston (Footballspieler)
Kenneth Ray „Ken“ Houston (* 12. November 1944 in Lufkin, Texas) ist ein ehemaliger US-amerikanischer American-Football-Spieler und -Trainer. Er spielte als Safety in der National Football League (NFL) bei den Washington Redskins und bei den Houston Oilers, die in der American Football League (AFL) und NFL spielten.

## Jugend
Ken Houston wurde als Sohn eines Reinigungsunternehmers geboren. Er hat noch einen Bruder und zwei Schwestern und besuchte in seinem Geburtsort die High School. An der Schule war er als Baseball- und Footballspieler sowie als Schwimmer aktiv. Nach seinem Schulabschluss erhielt Ken Houston lediglich von der Prairie View A&M University ein Stipendium angeboten.

## Spielerlaufbahn

### Collegekarriere
Kenneth Houston studierte von 1963 bis 1966 an der Prairie View A&M University. Er war Mitglied der Schwimm- und der Leichtathletikmannschaft. In der unterklassigen Footballmannschaft spielte er in der Offense als Center wechselte aber nach einem Studienjahr auf die Position eines Linebackers. Aufgrund seiner sportlichen Leistungen wurde er in die Ligaauswahl gewählt.

### Profikarriere
Die Tatsache, dass Ken Houston in einem unterklassigen College-Football-Team gespielt hatte, war seiner Profikarriere zunächst nicht dienlich. Allerdings war er einem Leichtathletiktrainer der Grambling State University aufgefallen, der nebenbei als Scout der Houston Oilers fungierte. Die von Wally Lemm trainierte Mannschaft aus Houston draftete ihn in der neunten Runde an 214. Stelle. Die späte Verpflichtung machte Houston zunächst nur wenig Hoffnung auf eine lange andauernde Profikarriere. Die Oilers setzten Houston als Safety ein, am dritten Spieltag der AFL-Saison wurde er Starter auf dieser Position. Am fünften Spieltag der Saison machte er landesweit auf sich aufmerksam. In einem Spiel gegen die New York Jets fing er einen Pass von deren Quarterback Joe Namath ab und erzielte damit einen Touchdown. Einen weiteren Touchdown erzielte er durch ein geblocktes Field Goal. Das Spiel endete mit einem 28:28-Unentschieden. In der Spielzeit 1967 zog er mit seinem Team in die Play-offs ein, wo er mit seiner Mannschaft den Oakland Raiders mit 40:7 unterlag. Es sollte das einzige Play-off-Spiel von Houston mit den Oilers bleiben. 1971 konnte er eine NFL-Jahresbestleistung erzielen. Ihm gelangen vier Touchdowns durch Interceptions.
Im Austausch gegen fünf Spieler wurde Kenneth nach der Spielrunde 1972 von den Oilers an die Washington Redskins abgegeben. Mit dem Team aus Washington, D.C. zog er in den Jahren 1973 und 1974 in die Play-offs ein. 1973 scheiterten die Redskins an den Minnesota Vikings mit 20:27 und 1974 an den Los Angeles Rams mit 10:19. Im Jahr 1976 sollte Houston mit den Redskins zum dritten Mal in die Endrunde einziehen. Aber auch in diesem Jahr scheiterte das Team vorzeitig an den Vikings. Bei der 20:35-Niederlage seines Teams gelang ihm eine Interception gegen Quarterback Fran Tarkenton. Ken Houston beendete nach der NFL-Saison 1980 seine Spielerlaufbahn.

## Trainerlaufbahn
Unmittelbar nach seiner Spielerlaufbahn trainierte Houston zwei High-School-Footballmannschaften in Houston. Von 1982 bis 1985 war er Assistenztrainer bei den Oilers. Er übernahm die Verantwortung für die Defensive Backs der Mannschaft. Von 1986 bis 1990 hatte er das gleiche Amt an der University of Houston inne.

## Abseits des Spielfelds
Ken Houston ist seit 1967 verheiratet und hat zwei Kinder. Zurzeit ist er Repräsentant der Houston Texans und nimmt zahlreiche soziale Verpflichtungen wahr.

## Ehrungen
Kenneth Houston spielte zwölf Mal im Pro Bowl oder im AFL All-Star Game, dem Abschlussspiel der besten Spieler einer Saison. Er wurde zwölf Mal zum All-Pro gewählt. Er ist Mitglied im NFL 75th Anniversary All-Time Team, im NFL 1970s All-Decade Team, in der Pro Football Hall of Fame, in der Texas Sports Hall of Fame, im All-Time Texas High School Football Team und in der Prairie View A&M University Sports Hall of Fame. Die Washington Commanders ehren ihn im FedExField auf dem Ring of Fame und als einen der 90 Greatest der Mannschaft.